# Funzione di Čebyšëv
In matematica, la Funzione di Čebyšëv può essere una di due funzioni strettamente legate.  La prima funzione di Čebyšëv {\displaystyle \vartheta (x)} o {\displaystyle \theta (x)} è data da
{\displaystyle \vartheta (x)=\sum _{p\leq x}\log p}
con la somma estesa a tutti i numeri primi {\displaystyle p} che sono minori uguali a {\displaystyle x}.
La seconda funzione di Čebyšëv {\displaystyle \psi (x)}  è definita similmente, con la somma estesa a tutte le potenze dei numeri primi minori di {\displaystyle x}
{\displaystyle \psi (x)=\sum _{k\in \mathbb {N} }\sum _{p^{k}\leq x}\log p=\sum _{n\leq x}\Lambda (n)=\sum _{p\leq x}\left\lfloor \log _{p}x\right\rfloor \log p,}
dove {\displaystyle \Lambda } è la funzione di von Mangoldt. Le funzioni di Čebyšëv , specialmente la seconda {\displaystyle \psi (x)}, sono spesso usate nelle dimostrazioni legate ai numeri primi, poiché è più semplice lavorare con esse che con la funzione enumerativa dei primi, {\displaystyle \pi (x)} (Vedi la formula esatta, sotto.). Entrambe le funzioni di Čebyšëv sono asintotiche a {\displaystyle x}, una relazione valida anche nella teorema dei numeri primi.
Entrambe le funzioni sono nominate in onore di Pafnutij L'vovič Čebyšëv.

## Relazioni
La seconda funzione di Chebyshev può essere vista come una relazione alla prima scrivendola come
{\displaystyle \psi (x)=\sum _{p\leq x}k\log p}
dove {\displaystyle k} è l'intero univoco tale che {\displaystyle p^{k}\leq x} e {\displaystyle x<p^{k+1}}. I valori di {\displaystyle k} sono dati a OEIS:. Una relazione più diretta è data da
{\displaystyle \psi (x)=\sum _{n=1}^{\infty }\vartheta \left(x^{\frac {1}{n}}\right).}
Notare che quest'ultima somma ha un numero finito ti termini non nulli, come
{\displaystyle \vartheta \left(x^{\frac {1}{n}}\right)=0\quad {\text{for}}\quad n>\log _{2}x\ ={\frac {\log x}{\log 2}}.}
La seconda funzione di Čebyšëv è il logaritmo del minimo comune multiplo degli interi da 1 a {\displaystyle n}.
{\displaystyle \operatorname {lcm} (1,2,\dots ,n)=e^{\psi (n)}.}
I valori di {\displaystyle lcm(1,2,...,n)} per gli interi variabili {\displaystyle n} sono dati a OEIS:.

## Asintoti e limiti
Sono noti i seguenti limiti per la funzione di Čebyšëv: (in queste formule {\displaystyle p_{k}} è il {\displaystyle k}esimo numero primo {\displaystyle p_{1}=2} , {\displaystyle p_{2}=3}, etc.)
{\displaystyle {\begin{aligned}\vartheta (p_{k})&\geq k\left(\ln k+\ln \ln k-1+{\frac {\ln \ln k-2,050735}{\ln k}}\right)&&{\text{per }}k\geq 10^{11},\\[8px]\vartheta (p_{k})&\leq k\left(\ln k+\ln \ln k-1+{\frac {\ln \ln k-2}{\ln k}}\right)&&{\text{per }}k\geq 198,\\[8px]|\vartheta (x)-x|&\leq 0,006788{\frac {x}{\ln x}}&&{\text{per }}x\geq 10\,544\,111,\\[8px]|\psi (x)-x|&\leq 0,006409{\frac {x}{\ln x}}&&{\text{per }}x\geq e^{22},\\[8px]0,9999{\sqrt {x}}&<\psi (x)-\vartheta (x)<1,00007{\sqrt {x}}+1.78{\sqrt[{3}]{x}}&&{\text{per }}x\geq 121.\end{aligned}}}
Inoltre, sotto l'ipotesi di Riemann,
{\displaystyle {\begin{aligned}|\vartheta (x)-x|&=O\left(x^{{\frac {1}{2}}+\varepsilon }\right)\\|\psi (x)-x|&=O\left(x^{{\frac {1}{2}}+\varepsilon }\right)\end{aligned}}}
per ogni {\displaystyle \varepsilon >0}
I limiti superiori esistono per entrambe {\displaystyle \vartheta (x)} e {\displaystyle \psi (x)} tali che,
{\displaystyle {\begin{aligned}\vartheta (x)&<1,000028x\\\psi (x)&<1,03883x\end{aligned}}}
per ogni {\displaystyle x>0}.
Una spiegazione della costante 1,03883 è data a OEIS:.

## La formula esatta
Nel 1895, Hans Carl Friedrich von Mangoldt provò una formula esplicita per {\displaystyle \psi (x)} come una somma degli zeri non banali della funzione zeta di Riemann:
{\displaystyle \psi _{0}(x)=x-\sum _{\rho }{\frac {x^{\rho }}{\rho }}-{\frac {\zeta '(0)}{\zeta (0)}}-{\tfrac {1}{2}}\log(1-x^{-2}).}
(Il valore numerico di {\displaystyle {\frac {\zeta '(0)}{\zeta (0)}}} è {\displaystyle log(2\pi )}.) Qui {\displaystyle p} assume i valori degli zeri non banali della funzione zeta di Riemann, e {\displaystyle \psi _{0}} è la stessa {\displaystyle \psi }, eccetto che i suoi salti di discontinuità (le potenze dei primi) assumono il valore a metà tra i varoi di sinistra e di destra:
{\displaystyle \psi _{0}(x)={\tfrac {1}{2}}\left(\sum _{n\leq x}\Lambda (n)+\sum _{n<x}\Lambda (n)\right)={\begin{cases}\psi (x)-{\tfrac {1}{2}}\Lambda (x)&x=2,3,4,5,7,8,9,11,13,16,\dots \\[5px]\psi (x)&{\mbox{altrimenti.}}\end{cases}}}
Dalla serie di Taylor per il logaritmo, l'ultimo termine nella formula esplicita può essere inteso come una sommatoria di {\displaystyle {\frac {x^{\omega }}{\omega }}} degli zeri non banali della funzione zeta di Riemann, {\displaystyle \omega } = −2, −4, −6, ..., cioè
{\displaystyle \sum _{k=1}^{\infty }{\frac {x^{-2k}}{-2k}}={\tfrac {1}{2}}\log \left(1-x^{-2}\right).}
corrisponde al polo semplice della funzione zeta in 1. Essendo un polo anziché uno zero, rappresenta il segno opposto del termine
Similmente, il primo termine, {\displaystyle x={\frac {x^{1}}{1}}}, corrisponde al polo semplice della funzione zeta in 1. Essendo un polo anziché uno zero, rappresenta il segno opposto del termine

## Proprietà
Un teorema dovuto a Erhard Schmidt afferma che, per alcune costanti positive esplicite {\displaystyle k}, ci sono infiniti numeri naturali {\displaystyle x} tali che
{\displaystyle \psi (x)-x<-K{\sqrt {x}}}
e infiniti numeri naturali {\displaystyle x} tali che
{\displaystyle \psi (x)-x>K{\sqrt {x}}.}
In notazione {\displaystyle o}-piccolo, si potrebbe scrivere quanto sopra come
{\displaystyle \psi (x)-x\neq o\left({\sqrt {x}}\right).}
Hardy e Littlewood dimostrarono, che
{\displaystyle \psi (x)-x\neq o\left({\sqrt {x}}\log \log \log x\right).}

## Relazioni al primoriale
La prima funzione di Čebyšëv è il logaritmo di primoriale di {\displaystyle x}, indicato come {\displaystyle x\#}:
{\displaystyle \vartheta (x)=\sum _{p\leq x}\log p=\log \prod _{p\leq x}p=\log \left(x\#\right).}
Questo prova che il primorile {\displaystyle x\#} è asintoticamente uguale a {\displaystyle e^{(1+o(1))x}}, dove "{\displaystyle o}" è la notazione {\displaystyle o}-piccolo (vedi notazione {\displaystyle o}-piccolo) e insieme al teorema dei numeri primi determina il comportamento asintotico di {\displaystyle p_{n}\#}.

## Relazione alla funzione enumerativa dei numeri primi
La funzione di Čebyšëv può essere messa in relazione alla funzione enumerativa dei numeri primi come segue. Definiamo
{\displaystyle \Pi (x)=\sum _{n\leq x}{\frac {\Lambda (n)}{\log n}}.}
Quindi
{\displaystyle \Pi (x)=\sum _{n\leq x}\Lambda (n)\int _{n}^{x}{\frac {dt}{t\log ^{2}t}}+{\frac {1}{\log x}}\sum _{n\leq x}\Lambda (n)=\int _{2}^{x}{\frac {\psi (t)\,dt}{t\log ^{2}t}}+{\frac {\psi (x)}{\log x}}.}
La transizione da {\displaystyle \Pi } alla funzione enumerativa dei numeri primi, {\displaystyle \pi }, è data dall'equazione
{\displaystyle \Pi (x)=\pi (x)+{\tfrac {1}{2}}\pi \left({\sqrt {x}}\right)+{\tfrac {1}{3}}\pi \left({\sqrt[{3}]{x}}\right)+\cdots }
Sicuramente {\displaystyle \pi (x)\leq x}, quindi, per motivi di approssimazione, quest'ultima relazione può essere riformulata come
{\displaystyle \pi (x)=\Pi (x)+O\left({\sqrt {x}}\right).}

## L'ipotesi di Riemann
L'ipotesi di Riemann afferma che tutti gli zeri non banali della funzione zeta hanno come parte reale 1/2. In questo caso, {\displaystyle |z^{p}|={\sqrt {x}}}, e può essere dimostrato che
{\displaystyle \sum _{\rho }{\frac {x^{\rho }}{\rho }}=O\left({\sqrt {x}}\log ^{2}x\right).}
Quanto sopra, implica che
{\displaystyle \pi (x)=\operatorname {li} (x)+O\left({\sqrt {x}}\log x\right).}
Una buona prova che l'ipotesi potrebbe essere vera viene dal fatto proposto da Alain Connes e altri, che se differenziamo la formula di von Mangoldt rispetto a {\displaystyle x}  otteniamo {\displaystyle x=e^{u}} . Manipolandola, otteniamo la formula di traccia per l'esponenziale dell'operatore hamiltoniano che soddisfa
{\displaystyle \left.\zeta \left({\tfrac {1}{2}}+i{\hat {H}}\right)\right|n\geq \zeta \left({\tfrac {1}{2}}+iE_{n}\right)=0,}
e
{\displaystyle \sum _{n}e^{iuE_{n}}=Z(u)=e^{\frac {u}{2}}-e^{-{\frac {u}{2}}}{\frac {d\psi _{0}}{du}}-{\frac {e^{\frac {u}{2}}}{e^{3u}-e^{u}}}=\operatorname {Tr} \left(e^{iu{\hat {H}}}\right),}
dove la somma trigonometrica può essere considerata la traccia dell'operatore (meccanica statistica) {\displaystyle e^{iu{\hat {H}}}}, che è vero solo se {\displaystyle p={\frac {1}{2}}+iE(n)}.
Usando l'approccio semiclassico il potenziale di {\displaystyle H=T+V} soddisfa:
{\displaystyle {\frac {Z(u)u^{\frac {1}{2}}}{\sqrt {\pi }}}\sim \int _{-\infty }^{\infty }e^{i\left(uV(x)+{\frac {\pi }{4}}\right)}\,dx}
con {\displaystyle Z(u)\to 0} come {\displaystyle u\to \infty }.
soluzione a questa equazione integrale non lineare può essere ottenuta (tra gli altri) come
{\displaystyle V^{-1}(x)\approx {\sqrt {4\pi }}\cdot {\frac {d^{\frac {1}{2}}}{dx^{\frac {1}{2}}}}N(x)}
per ottenere l'inverso del potenziale:
{\displaystyle \pi N(E)=\operatorname {Arg} \xi \left({\tfrac {1}{2}}+iE\right).}

## Funzione liscia
La funzione liscia è definita come
{\displaystyle \psi _{1}(x)=\int _{0}^{x}\psi (t)\,dt.}
Può essere dimostrato che
{\displaystyle \psi _{1}(x)\sim {\frac {x^{2}}{2}}.}

## Varianti della formula
La funzione Čebyšëv valutata in {\displaystyle x=e^{t}} minimizza la funzionalità
{\displaystyle J[f]=\int _{0}^{\infty }{\frac {f(s)\zeta '(s+c)}{\zeta (s+c)(s+c)}}\,ds-\int _{0}^{\infty }\!\!\!\int _{0}^{\infty }e^{-st}f(s)f(t)\,ds\,dt,}
quindi
{\displaystyle f(t)=\psi \left(e^{t}\right)e^{-ct}\quad {\text{per }}c>0.}